# Алільна група

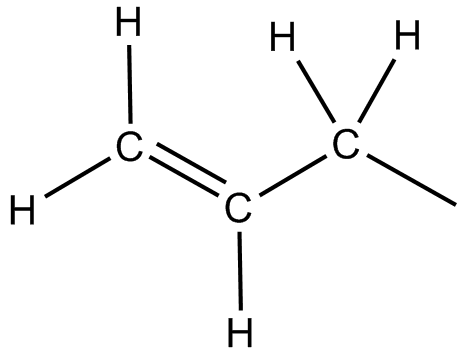
Структура алільної групи

Алі́льна гру́па (рос. аллильная группа, англ. allylic group) — група CH2=CHCH2- та її похідні, отримані шляхом заміщення в ній атомів H.
Терміни алільне положення чи алільний центр стосуються її насиченого атома C.
Групу, таку як -ОН, приєднану до алільного центра, також називають алільною.

## Алільний інтермедіат
Алільним інтермедіатом називають спостережувану в різноманітних каталітичних реакціях алкенів нестійку проміжну хімічну частинку (карбаніон, карбенієвий іон, радикал), яка формально утворюються внаслідок відщеплення одного гідрона, гідриду або гідрогену від СН3-групи пропену або його похідних.

## Алільний катіон
Алільним катіоном називають карбокатіон, в якому позитивно заряджений атом C+ кон'югований з етиленовою ланкою, через що молекулярна частинка відзначається підвищеною стабільністю.
R-CH+-CH=CH2 ↔ R-CH=CH-CH2+
Він утворюється з відповідного вуглеводню у середовищі суперкислоти.